# Superficie di Europa

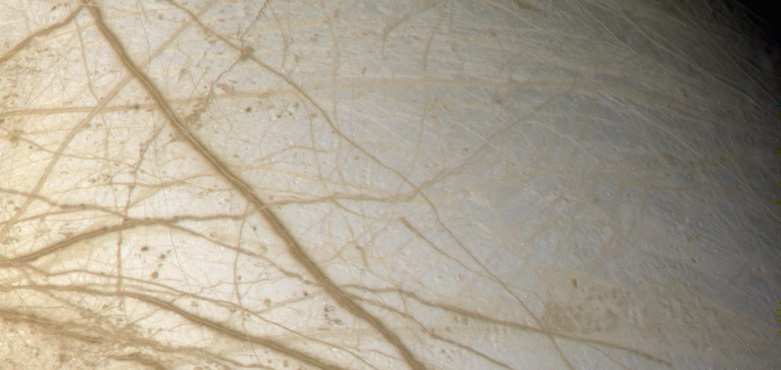
Rappresentazione a colori quasi naturali della superficie di Europa

La superficie di Europa è uno degli elementi caratteristici del satellite mediceo di Giove Europa.

## Caratteristiche
L'aspetto della superficie di Europa, quasi completamente liscia e priva di crateri da impatto, rende plausibile un suo costante rimodellamento, a opera di un oceano di acqua allo stato liquido che secondo le teorie comunemente accettate dovrebbe trovarsi al di sotto dei suoi ghiacci. Le immagini inviate a Terra dalla sonda Galileo, entrata in orbita nel dicembre del 1995 attorno a Giove, suggeriscono la presenza di una immensa crosta ghiacciata simile al pack dei mari polari della Terra.
La temperatura superficiale si aggira intorno ai 120 K (circa -150 °C), ma al di sotto della crosta si potrebbero raggiungere temperature ben più elevate per via del calore prodotto dall'interazione mareale con Giove. Questo fenomeno, sebbene non vistoso come quello in atto su Io, sarebbe in grado di mantenere allo stato liquido gli strati interni di Europa.
La superficie di Europa è relativamente liscia; poche colline di qualche centinaio di metri sono state osservate, anche se i rilievi topografici in posti differenti raggiungono il chilometro. Europa è uno degli oggetti più lisci nel sistema solare. I segni profondi e incrociati sulla luna sembrano essere principalmente caratteristiche di albedo (aree il cui colore della superficie differisce di molto dalle zone circostanti), le quali enfatizzano la topografia della bassa superficie. Ci sono pochissimi crateri da impatto su Europa poiché la sua superficie è attiva e relativamente giovane. L'albedo (riflessione di luce) di Europa dello 0,64 è una delle più alte di tutte le lune conosciute a causa della sua superficie ghiacciata. Questo sembra indicare una superficie giovane e attiva; basandosi su stime della frequenza di bombardamento "cometario" che raggiunge Europa, la superficie ha da 20 a 180 milioni di anni circa (le caratteristiche superficiali mostrano chiaramente una grande varietà di età).

### Formazioni principali
La caratteristica più notevole della superficie di Europa è una serie di striature scure che attraversano, incrociandosi tra di loro, l'intero satellite. Un esame da vicino mostra che i bordi della crosta di Europa su ogni lato delle crepe si è mosso rispetto agli altri. Le bande più larghe sono di circa 20 km con dei bordi leggermente scuri, striature regolari, e una banda centrale di materiale più chiaro. Questo potrebbe essere stato prodotto da una serie di eruzioni vulcaniche di acqua o geyser quando la superficie di Europa si allarga scoprendo gli strati più caldi sepolti. L'effetto è simile a quello visibile nelle dorsali oceaniche terrestri. Si pensa che queste numerose fratture siano state provocate in buona parte dagli stress gravitazionali esercitati da Giove; fino a che Europa è in rotazione sincrona con Giove, e quindi mantiene sempre lo stesso orientamento verso il pianeta, i modelli degli stress dovrebbero formare una forma distinta e prevedibile. Tuttavia, solo la più giovane delle fratture su Europa si conforma al modello previsto; nelle altre fratture sembrano aver preso orientamenti sempre più diversi a mano a mano che la loro età aumenta. Questo si può spiegare se la superficie di Europa ruota leggermente più veloce del suo interno, un effetto che è possibile con un oceano sottosuperficiale che separa meccanicamente la superficie della luna dal suo mantello roccioso e dagli effetti della gravità di Giove che tira la crosta ghiacciata della luna. Confronti fatti tra le foto della Voyager  e della Sonda Galileo suggeriscono che la crosta di Europa ruota a una velocità tale da fare un giro in più rispetto al suo interno ogni 10 000 anni.

### Formazioni particolari

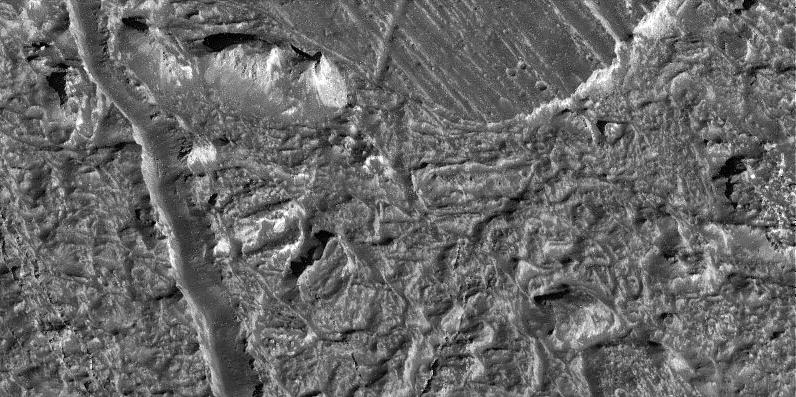
Montagne rugose e regioni lisce mescolate nella regione Conamara Chaos

Un altro tipo di formazione presente su Europa sono lenticulae circolari ed ellittiche. Molte sono cupole, alcune sono buche e diverse sono punti scuri e lisci. Altre hanno una superficie confusa o ruvida. Le cime delle cupole sembrano parti delle antiche pianure che le circondano, suggerendo che si siano formate quando le pianure sono state spinte verso l'alto. Si pensa che tali lenticulae si siano formate da intrusioni di ghiaccio più caldo attraverso quello più freddo della crosta, similmente alle camere magmatiche sulla crosta terrestre. I punti scuri e lisci potrebbero essersi formati da acqua liquida liberata quando il ghiaccio più caldo arriva in superficie; le lenticulae ruvide e confuse (chiamate regioni del "caos", per esempio la Conamara Chaos) sembrerebbero essersi formate da molti piccoli frammenti di crosta incastonati in formazioni collinose di materiale più scuro, forse come iceberg in un mare di ghiaccio. Quasi la superficie dell'Europa è sia solo 10.370.000 km².

## Possibile rimodellamento continuo della superficie
Per via dell'assenza di crateri da impatto su Europa, si è pensato che il pianeta sia stato soggetto a un continuo rimodellamento della superficie, come per la luna di Urano Miranda, a opera, secondo le teorie più accreditate, di un oceano di acqua allo stato liquido che si troverebbe sotto la superficie